# Филињано
Филињано (итал. Filignano) је насеље у Италији у округу Изернија, региону Молизе.
Према процени из 2011. у насељу је живело 209 становника. Насеље се налази на надморској висини од 467 м.

## Становништво
| 1936. | 1951. | 1961. | 1971. | 1981. | 1991. | 2001. | 2011. |
| ----- | ----- | ----- | ----- | ----- | ----- | ----- | ----- |
| 1.990 | 1.739 | 1.335 | 949   | 947   | 897   | 756   | 689   |